# Gerhard Banse

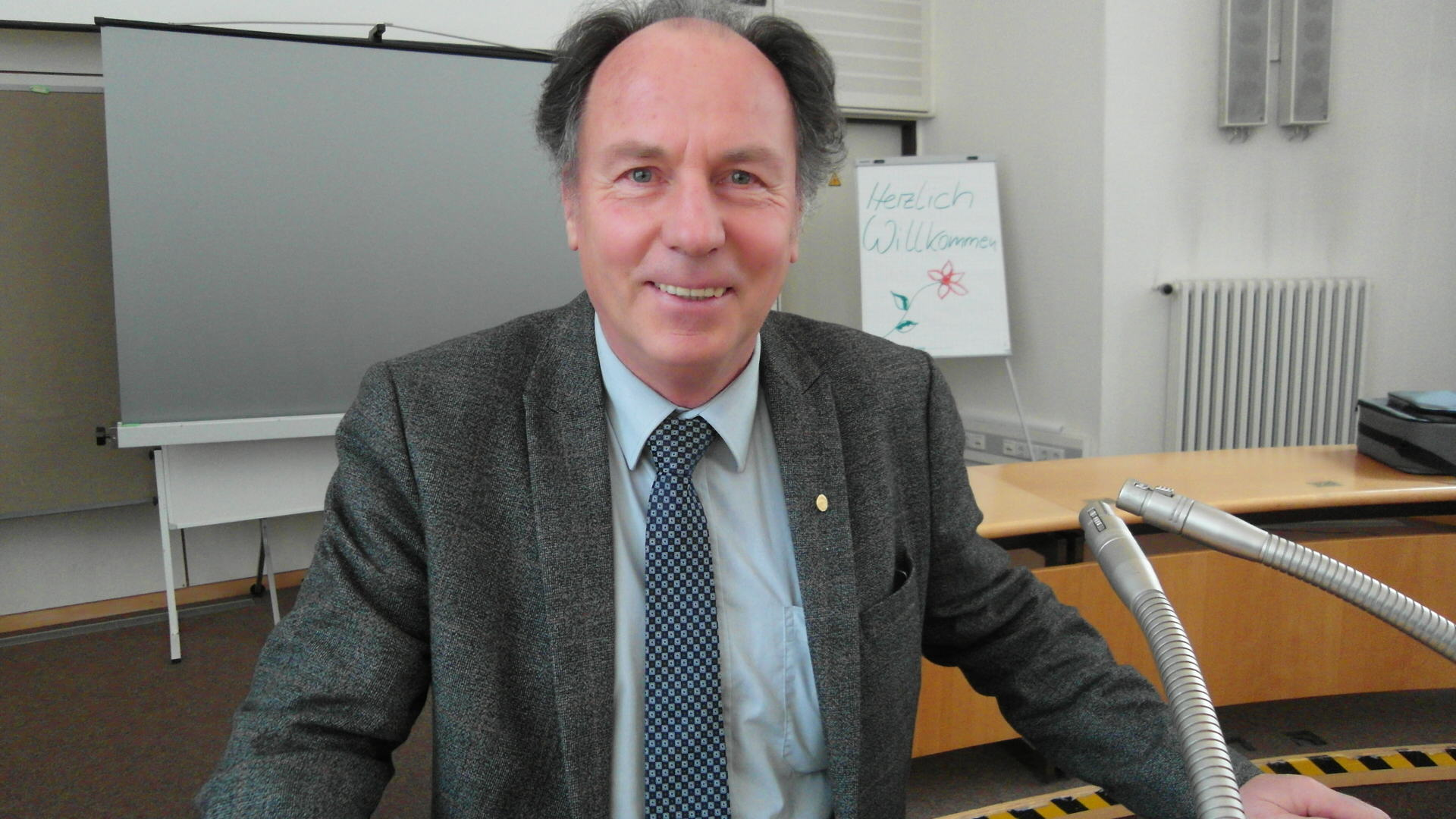
Gerhard Banse bei einer Sitzung der Leibniz-Sozietät (2014)

Gerhard Banse (* 28. Juli 1946 in Berlin) ist ein deutscher Wissenschaftsphilosoph und Professor. Seine Forschungsschwerpunkte sind Technikphilosophie, Allgemeine Technologie/Allgemeine Technikwissenschaft und Technikfolgenabschätzung.

## Ausbildung
Gerhard Banse wurde als Sohn des Gärtners Erwin Banse und seiner Ehefrau, der Verkäuferin Elsbeth Banse geboren. In Berlin besuchte er die Grundschule und die Oberschule, die er 1965 mit dem Abitur abschloss. Von 1965 bis 1969 absolvierte er ein Studium der Chemie, Biologie und Pädagogik an der Pädagogischen Hochschule Potsdam mit dem Abschluss als Diplomlehrer für Chemie und Biologie. Danach war er als Lehrer an der Polytechnischen Oberschule (POS) in Gutengermendorf bis 1971 tätig.
Er war von 1971 bis 1974 planmäßiger Aspirant an der Humboldt-Universität zu Berlin, Lehrstuhl Philosophische Probleme der Naturwissenschaften (Hermann Ley). 1974 erfolgte seine Promotion zum Dr. phil. mit dem Thema „Zur philosophischen Analyse der Herausbildung des wissenschaftlichen Technikverständnisses“.
Er ist seit 1971 verheiratet mit der Psychologin und Diplom-Pädagogin Bärbel Banse. Das Ehepaar hat eine Tochter, die Rechtswissenschaften, und einen Sohn, der Regional- und Umweltplanung studiert hat.

## Wissenschaftler  für Technikphilosophie
Nach seiner Promotion 1974 war Banse zunächst für zehn Jahre wissenschaftlicher Mitarbeiter am Zentralinstitut für Philosophie der Akademie der Wissenschaften der DDR (AdW) in Berlin, Bereich Philosophische Fragen der Wissenschaftsentwicklung, dessen Leiter damals Herbert Hörz war. Da die Akademie eine reine Forschungsinstitution war und Banse seine Verbindung zur Praxis erhalten wollte, unterrichtete er parallel an der Ingenieurhochschule Wismar und der Pädagogischen Hochschule Potsdam. Während dieser Zeit erfolgte 1981 auch seine Promotion B zum Dr. sc. phil. (äquivalent zur Habilitation) zum Thema Technik – Technikwissenschaften – Philosophie (Probleme, Ergebnisse und Standpunkte zu philosophischen Fragen der Technik und der Technikwissenschaften aus der Sicht des dialektischen und historischen Materialismus). Im Zeitraum 1984 bis 1986 arbeitete er dann als Arbeitsgruppenleiter an diesem Zentralinstitut der AdW.
Von 1986 bis 1990 war er Vizepräsident der DDR-Massenorganisation Gesellschaft zur Verbreitung wissenschaftlicher Kenntnisse (URANIA). Während dieser Zeit erfolgte 1988 seine Ernennung zum Professor für Philosophie an der Akademie der Wissenschaften der DDR. In den Jahren 1990 und 1991 übernahm er zunächst die Aufgaben eines Bundesgeschäftsführers der URANIA – Gesellschaft zur Verbreitung wissenschaftlicher Kenntnisse e. V.

## Als Gastprofessor im In- und Ausland
Nach der deutschen Wiedervereinigung war er 1992 und 1993 als wissenschaftlicher Mitarbeiter im Rahmen des Wissenschaftler-Integrations-Programms tätig. Ab 1994 erlangte er dann eine Stelle als wissenschaftlicher Mitarbeiter an der Brandenburgischen Technischen Universität Cottbus (BTU), Fakultät 1, Institut für Philosophie und Technikgeschichte. Hier hatte er die Lehrstuhlvertretung Allgemeine Technikwissenschaft übernommen.
Ab 1997 war er Gastwissenschaftler an der Europäischen Akademie zur Erforschung von Folgen wissenschaftlich-technischer Entwicklungen in Bad Neuenahr-Ahrweiler.
In den 1990er Jahren hatte er mehrere Gastwissenschaftleraufenthalte an der Heinrich-Heine-Universität Düsseldorf (bei Alois Huning), der Pennsylvania State University (bei Carl Mitcham) und dem damaligen Kernforschungszentrum Karlsruhe (bei Herbert Paschen und Gotthard Bechmann). Ab Anfang 1999 war er im Rahmen des Hochschul-Sonder-Programms III, Programmpunkt „Innovative Forschung Neue Länder“, als wissenschaftlicher Mitarbeiter am Institut für Philosophie der Universität Potsdam tätig.
Ab Oktober 1999 wirkte er dann als wissenschaftlicher Mitarbeiter im Institut für Technikfolgenabschätzung und Systemanalyse am Forschungszentrum Karlsruhe. Seine Arbeitsschwerpunkte lagen in den Forschungsbereichen:
- Wissensgesellschaft und Wissenspolitik
- Innovationsprozesse und Technikfolgen.

Insbesondere befasste er sich auch mit Kooperationen zu Institutionen in Mittel- und Osteuropa sowie mit technischem Wandel und kultureller Vielfalt. Von Mai 2004 bis Februar 2007 war er an das Fraunhofer Anwendungszentrum für Logistiksystemplanung und Informationssysteme (FhG-ALI) in Cottbus delegiert. Er war 2002 Initiator und bis 2011 Leiter des International Network on Cultural Diversity and New Media (CULTMEDIA).
Im Jahre 2000 erfolgte seine Ernennung zum Gastprofessor der Matej-Bel-Universität Banská Bystrica (Slowakische Republik), Lehrstuhl Ethik und Ästhetik. Zugleich wurde er zum Honorarprofessor für Allgemeine Technikwissenschaft der BTU Cottbus bestellt. Zusätzlich wurde er 2009 Vizepräsident der Leibniz-Sozietät.
Im Jahre 2011 erreichte er den gesetzlichen Ruhestand und wurde mit einem Ehrenkolloquium aus dem KIT verabschiedet. Er wurde zu Jahresbeginn 2012 Präsidenten der Leibniz-Sozietät der Wissenschaften zu Berlin. Er ist weiterhin Lehrbeauftragter an der Universität Potsdam, der Schlesischen Universität Katowice (Polen), der Technischen Hochschule (Polytechnikum) Rzeszów (Polen) sowie der Matej-Bel-Universität Banská Bystrica. Von März 2015 bis Dezember 2018 war er Gastwissenschaftler an der EA European Academy of Technology and Innovation Assessment.

## Forschungsinteressen und wissenschaftliche Arbeitsgebiete

### Forschungsschwerpunkte
Sein beruflicher Schwerpunkt lag überwiegend in der Technikphilosophie, speziell in der Allgemeinen Technologie/Allgemeinen Technikwissenschaft und in der Technikfolgenabschätzung:
- Sozialphilosophie der Technik (Technik und Gesellschaft, Sozialverträgliche Technikgestaltung)
- Wissenschaftstheorie der Technikwissenschaften und des technischen Handelns (kognitive und normative Aspekte)
- Technisches und Kulturelles (Historisches, Ausformungen, Interdependenzen)
- fachübergreifende Technikgeneseforschung (Phasen, Mechanismen, Bedingungen, Regularitäten)
- multiperspektivische Risikoforschung (risk assessment, Zuverlässigkeit, Mensch-Technik-Interaktion)
- Sicherheit in der Informationstechnik (nichttechnische Komponenten, kulturelle Beherrschbarkeit).

### Forschungskooperationen
Nationale Forschungskooperationen vor allem mit verschiedenen Lehrstühlen der BTU Cottbus bzw. Instituten des KIT, mit mehreren Universitäten/Hochschulen (in Berlin, Braunschweig, Darmstadt, Merseburg, Potsdam, Wildau) sowie mit der Europäischen Akademie zur Erforschung von Folgen wissenschaftlich-technischer Entwicklungen Bad Neuenahr-Ahrweiler GmbH und dem Bundesamt für Sicherheit in der Informationstechnik.
Internationale Forschungskooperationen vor allem mit folgenden Institutionen:
- Akademie der Wissenschaften der Tschechischen Republik; Zentrum für Wissenschafts-, Technik- und Gesellschaftsstudien am Institut für Philosophie, Prag, Tschechische Republik
- Florida Institute of Technology, Melbourne, Florida, USA
- Institut für Kulturwissenschaften und Institut für Philosophie, Schlesische Universität, Katowice, Polen
- Institut für Philosophie Universität des Baskenlandes, San Sebastian, Spanien
- Technische Universität Wien; Institut für Philosophie der Universität Salzburg und Alpen-Adria-Universität, Klagenfurt, Österreich
- Lehrstuhl Ethik und Angewandte Ethik, Matej Bel-Universität Banská Bystrica, Slowakische Republik
- Mazedonische Akademie der Wissenschaften und Künste, Skopje, Mazedonische Republik
- Technische und Ökonomische Universität Budapest, Ungarn
- Universität „1. Dezember 1918“, Alba Iulia, Rumänien.

Er ist Mitglied der Gesellschaft für Wissenschaftsforschung (GfW) in Berlin; Mitherausgeber der „Karlsruher Studien Technik und Kultur (KIT Scientific Publishing, Karlsruhe) und der Buchreihe „e-Culture / Network Cultural Diversity and New Media“ (trafo-Wissenschaftsverlag Dr. Wolfgang Weist, Berlin; bis Ende 2018) sowie Mitglied der Redaktionsbeiräte der Zeitschriften „Problemy Ekologii“ (Polen), Zarzadzanie i Marketing“ (Polen), „Teory vedy. Journal for Theory of Science, Technology and Communication“ (Tschechische Republik) und „LIFIS ONLINE“ (Berlin).

## Mitgliedschaften und Ehrungen (Auswahl)
- 1986–1990 Vizepräsident der Gesellschaft zur Verbreitung wissenschaftlicher Kenntnisse
- 1992–2006 Mitglied des VDI-Ausschusses „Technik und Philosophie“
- 1995–1996 Präsident des Bundesverbandes Neue Urania – Gesellschaft für Bildung, Wissenschaft und Kultur
- Seit 2000  Mitglied der Leibniz-Sozietät der Wissenschaften zu Berlin
- 2009–2011 Vizepräsident der Leibniz-Sozietät
- 2012–2019 Präsident der Leibniz-Sozietät, seit 2019 Altpräsident[4] und Vorsitzender des Kuratoriums der Stiftung der Leibniz-Sozietät der Wissenschaften zu Berlin (Nachfolge von Horst Klinkmann)
- 2001–2007 Mitglied der VDI-Bereichsvertretung „Technik und Bildung“
- 2012 Professor ehrenhalber der Schlesischen Universität Katowice (Polen).

## Ausgewählte Schriften
Die wissenschaftlichen Publikationen von Gerhard Banse umfassen mehr als 400 Arbeiten, davon viele in Buchform.
- mit Siegfried Wollgast: Philosophie und Technik. Deutscher Verlag der Wissenschaften, Berlin 1979.
- mit Jürgen Beuschel; K. Fischer: Zuverlässigkeitstheorie – eine technikwissenschaftliche Betrachtung. Messen, steuern, regeln, Berlin, H. 6 (1981) S. 312–316.
- mit Helge Wendt (Hrsg.): Erkenntnismethoden in den Technikwissenschaften. Verlag Technik, Berlin 1986, ISBN 3-341-00043-7.
- mit Werner Kriesel: Funktion, Struktur und Formen der Modellmethode. In: G. Banse, H. Wendt (Hrsg.): Erkenntnismethoden in den Technikwissenschaften. Verlag Technik, Berlin 1986, ISBN 3-341-00043-7.
- mit Käthe Friedrich (Hrsg.): Technik zwischen Erkenntnis und Gestaltung. Philosophische Sichten auf Technikwissenschaften und technisches Handeln. Verlag edition sigma, Berlin 1996, ISBN 3-89404-408-X.
- als Hrsg.: Risikoforschung zwischen Disziplinarität und Interdisziplinarität. Von der Illusion der Sicherheit zum Umgang mit Unsicherheit. Verlag edition sigma, Berlin 1996, ISBN 3-89404-426-8.
- mit Käthe Friedrich (Hrsg.): Konstruieren zwischen Kunst und Wissenschaft. Idee – Entwurf – Gestaltung. Verlag edition sigma, Berlin 2000, ISBN 3-89404-478-0.
- mit Ernst-Otto Reher (Hrsg.): Allgemeine Technologie. Vergangenheit, Gegenwart, Zukunft. trafo Wissenschaftsverlag Dr. Wolfgang Weist, Berlin 2002, ISBN 3-89626-386-2.
- mit Andrzej Kiepas (Hrsg.): Rationalität heute. Vorstellungen, Wandlungen, Herausforderungen. LIT-Verlag, Münster u. a. 2002, ISBN 3-8258-6186-4.
- mit Herbert Paschen, Christopher Coenen und Bernd Wingert: Kultur – Medien – Märkte. Medienentwicklung und kultureller Wandel. Verlag edition sigma, Berlin 2002, ISBN 3-89404-821-2.
- als Hrsg.: Neue Kultur(en) durch Neue Medien (?). Das Beispiel Internet. trafo Wissenschaftsverlag Dr. Wolfgang Weist, Berlin 2005, ISBN 3-89626-225-4.
- mit Armin Grunwald, Wolfgang König und Günter Ropohl (Hrsg.): Erkennen und Gestalten. Eine Theorie der Technikwissenschaften. Verlag edition sigma, Berlin 2006, ISBN 3-89404-538-8.
- mit Armin Grunwald, Imre Hronszky und Gordon Nelson (Hrsg.): Assessing Societal Implications of Converging Technological Development. Verlag edition sigma, Berlin 2007, ISBN 978-3-89404-941-6.
- mit Armin Grunwald (Hrsg.): Technik und Kultur. Bedingungs- und Beeinflussungsverhältnisse. KIT Scientific Publishing, Karlsruhe 2010, ISBN 978-3-86644-467-6.
- mit Oliver Parodi und Ignacio Ayestaran (Hrsg.): Sustainable Development: Relationships to Culture, Knowledge and Ethics. KIT Scientific Publishing, Karlsruhe 2011, ISBN 978-3-86644-627-4.
- mit Lutz-Günther Fleischer (Hrsg.): Wissenschaft im Kontext. Inter- und Transdisziplinarität in Theorie und Praxis. trafo Wissenschaftsverlag Dr. Wolfgang Weist, Berlin 2011, ISBN 978-3-89626-896-9.
- mit Siegfried Wollgast (Hrsg.): Toleranz – gestern, heute, morgen. trafo Wissenschaftsverlag Dr. Wolfgang Weist, Berlin 2012, ISBN 978-3-86464-030-8.
- Einführung in die Thematik „Informatik und Gesellschaft“. In: Frank Fuchs-Kittowski; Werner Kriesel (Hrsg.): Informatik und Gesellschaft. Festschrift zum 80. Geburtstag von Klaus Fuchs-Kittowski. Frankfurt a. M., Bern, Bruxelles, New York, Oxford, Warszawa, Wien: Peter Lang Internationaler Verlag der Wissenschaften, PL Academic Research 2016, ISBN 978-3-631-66719-4 (Print), E-ISBN 978-3-653-06277-9 (E-Book).
- mit Xabier Insausti (Hrsg.): Von der Agorá zur Cyberworld. Soziale und kulturelle, digitale und nicht-digitale Dimensionen des öffentlichen Raumes. CULTMEDIA Konferenzschrift 2016, San Sebastián. trafo Wissenschaftsverlag, Berlin 2018, ISBN 978-3-86464-163-3.
- mit Ulrich Busch und Michael Thomas (Hrsg.): Digitalisierung und Transformation – Industrie 4.0 und digitalisierte Gesellschaft. Abhandlungen der Leibniz-Sozietät der Wissenschaften zu Berlin, Band 49. trafo Wissenschaftsverlag, Berlin 2017, ISBN 978-3-86464-153-4.
- mit Lutz-Günther Fleischer (Hrsg.): Energiewende 2.0 im Fokus – Bewährtes, Problematisches, Notwendiges, Kontroverses. Abhandlungen der Leibniz-Sozietät der Wissenschaften zu Berlin, Band 47. trafo Wissenschaftsverlag, Berlin 2018, ISBN 978-3-86464-125-1.
- mit Dieter B. Herrmann, Herbert Hörz (Hrsg.): 25 Jahre Leibniz-Sozietät der Wissenschaften zu Berlin. Reden der Präsidenten auf den Leibniz-Tagen 1993-2017. Abhandlungen der Leibniz-Sozietät der Wissenschaften zu Berlin, Band 50. trafo Verlagsgruppe Dr. Wolfgang Weist, Wissenschaftsverlag, Berlin 2018, ISBN 978-3-86464-161-9.
- mit Wolfgang Küttler, Heinz-Jürgen Rothe (Hrsg.): 25 Jahre Leibniz-Sozietät – Vielfalt des wissenschaftlichen Lebens 1993 bis 2018, Beiträge und Materialien. Sitzungsberichte der Leibniz-Sozietät der Wissenschaften zu Berlin, Band 137. trafo Wissenschaftsverlag, Berlin 2018, ISBN 978-3-86464-159-6.
- mit Julia Thelen und Stephan Lingner (Hrsg.): Industrie 4.0 zwischen Idee und Realität. Ein Ländervergleich. Abhandlungen der Leibniz-Sozietät der Wissenschaften zu Berlin, Band 54. trafo Wissenschaftsverlag, Berlin 2019, ISBN 978-3-86464-187-9.
- mit Norbert Mertzsch (Hrsg.): Von der Idee zur Technologie – Kreativität im Blickpunkt. 8. Symposium des Arbeitskreises "Allgemeine Technologie" der Leibniz-Sozietät, des Vereins Brandenburgischer Ingenieure und Wissenschaftler e. V. (VBIW) und des Leibniz-Instituts für interdisziplinäre Studien e. V. (LIFIS) am 09. November 2018 in Berlin. Mit Beiträgen von Gerhard Banse, Christian Kohlert, Rita Lange, Aloys Leyendecker, Bernd Meier, Norbert Mertzsch, Werner Regen, Dieter Seeliger, Klaus Stanke, Bernd Thomas. Sitzungsberichte der Leibniz-Sozietät der Wissenschaften zu Berlin, Band 138. trafo Wissenschaftsverlag, Berlin 2019, ISBN 978-3-86464-175-6.
- mit Horst Kant (Hrsg.): Disziplinäres & Interdisziplinäres – Historisches & Systematisches. Kolloquien zu Ehren von Lutz-Günther Fleischer, Herbert Hörz, Hans-Jürgen Treder & Siegfried Wollgast. Sitzungsberichte der Leibniz-Sozietät der Wissenschaften zu Berlin, Band 139/140, Jahrgang 2019. trafo Wissenschaftsverlag Dr. Wolfgang Weist, Berlin 2019, ISBN 978-3-86464-176-3.
- Peter Oehme, Ulrich Scheller, Klaus Hauptmann, Gerhard Banse (Hrsg.): Zweimal 30 Jahre Wissenschaft – in bewegten Zeiten. Aus Anlass des 30. Jahrestages der Deutschen Einheit. Im Auftrag der Leibniz-Sozietät der Wissenschaften zu Berlin und Campus Berlin-Buch GmbH mit Unterstützung des Bundesverbandes der pharmazeutischen Industrie. Stiftung Ost-West-Begegnungsstätte Schloss Biesdorf, Berlin 2020.
- Gerhard Banse: Horst Wolffgramm (1926–2020) – Einer der "Väter" der modernen Allgemeinen Technologie. In: Gerhard Banse & Norbert Mertzsch (Hrsg.): Lebenszyklusanalysen. Stationen im Lebenszyklus von Technologien und Aspekte ihrer Bewertung. Sitzungsberichte Leibniz-Sozietät der Wissenschaften zu Berlin, Band 146, Jahrgang 2021. trafo Wissenschaftsverlag, Berlin 2021, S. 15–22, ISBN 978-3-86464-223-4.
- Technik – Technologie – Technikwissenschaften. Beiträge zur Technikphilosophie. Abhandlungen der Leibniz-Sozietät der Wissenschaften zu Berlin, Bd. 70. trafo Wissenschaftsverlag, Berlin 2021, ISBN 978-3-86464-233-3.